# To skøre ho'der
To skøre ho'der er en dansk film fra 1961. Paul Hagen og Preben Kaas skrev både manuskript og instruerede filmen.

## Medvirkende
- Paul Hagen
- Preben Kaas
- Lone Hertz
- Sigrid Horne-Rasmussen
- Poul Müller
- Jørgen Ryg
- Holger Vistisen
- Arthur Jensen